# Cattedrale di Cambrai
La cattedrale di Nostra Signora della Grazia (in francese: cathédrale Notre-Dame de Grâce) è il principale luogo di culto cattolico di Cambrai, in Francia. 
La chiesa, sede dell'arcidiocesi di Cambrai, è monumento storico di Francia dal 1906.
All'interno è custodita la Madonna di Cambrai, importante icona del XIV secolo.

## Storia

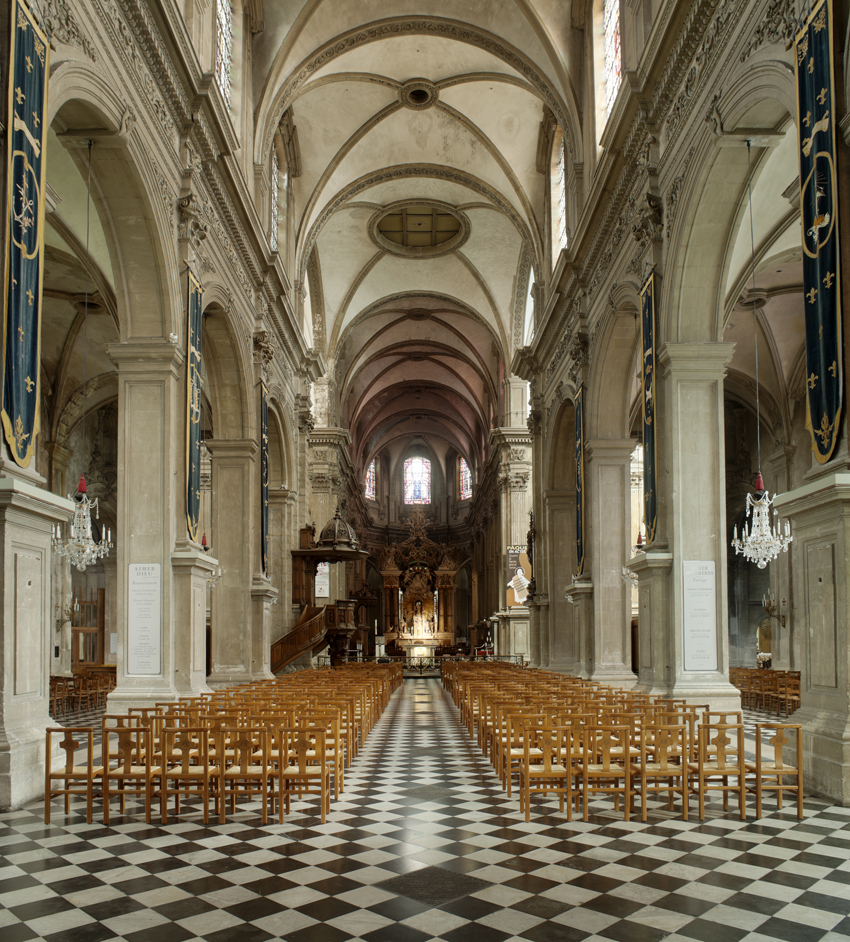
L'interno.

La cattedrale venne costruita tra il 1696 ed il 1703, sul sito di una precedente chiesa risalente all'XI secolo e dipendente dall'abbazia di Saint Sulpice a Parigi. Durante la Rivoluzione francese la vecchia cattedrale della città venne distrutta, ma la chiesa abbaziale continuò a sopravvivere e venne utilizzata come Tempio della Ragione. Quando lo status ecclesiastico di Cambrai venne ripristinato nel 1802 (come diocesi però e non più come arcidiocesi) la sede episcopale venne qui trasferita e la chiesa divenne la nuova cattedrale di Cambrai. Nel 1841 la città venne nuovamente elevata a sede di arcidiocesi.
La cattedrale venne pesantemente danneggiata da un incendio nel 1859, ma venne restaurata successivamente dall'architetto Eugène Viollet-le-Duc e riconsacrata il 12 maggio 1894.
La cattedrale venne nuovamente pesantemente danneggiata nel corso della prima guerra mondiale, mentre con la Seconda ebbe solo danni secondari.
Al suo interno, la cattedrale ospita otto grandi tele monocromi eseguite dal fiammingo Marten Geeraerts nel 1760; inoltre accoglie la tomba di François Fénelon, scrittore e arcivescovo presso questa sede dal 1696 al 1715, opera del 1826 di David d'Angers. 
La cattedrale è sito di pellegrinaggi per la presenza della nota pittura di stile italo-bizantino chiamata la "Madonna di Cambrai" (c. 1340) conservata in una cappella laterale. Nella medesima cappella vi è un memoriale eretto da Hilaire Belloc per commemorare suo figlio morto durante il primo conflitto mondiale.